# Gabriel de Bonnay de Breuille
Pour les articles homonymes, voir Bonnay.
Gabriel François Marie, chevalier de Bonnay de Breuille, né le 15 juillet 1771 au château de la Harazée et mort le 5 septembre 1833 au château de la Harazée, est un général français.

## Biographie
Il est le fils du chevalier Jean de Bonnay de Breuille, capitaine au régiment de Vermandois et chevalier de l'ordre de Saint-Louis, et de Nicole-Prudente-Charlotte-Louise de Bigault de Troisfontaine, et frère du colonel Jean de Bonnay de Breuille, il épouse sa cousine Innocente-Catherine de Bigault de Granrut.
Aspirant au corps d'artillerie en 1786, il est élève à l'École d'artillerie de Metz en 1788. Il passe lieutenant en 1789.
Capitaine en 1792, il sert à l'Armée de Mayence en 1794 et prend part au blocus de Mayence.
Passé à l'Armée de Rhin-et-Moselle en 1795, il est admis au corps du Génie en 1795 et devient commandant de la 6e compagnie de mineurs.
Prisonnier de guerre à la reddition de Mannheim en 1795, il rentre de captivité en mars 1796.
Il sert à l'Armée d'Italie en 1796, puis à l'Armée d'Angleterre en 1798.
Chef de bataillon et sous-directeur des fortifications à Mayence en 1799, il est affecté à Coblence en 1800, puis il est envoyé la même année en Italie pour surveiller le démantèlement des places du Piémont. Sous-directeur des fortifications à Sarrelouis en 1801, il est commandant de l'École régimentaire du génie et des mineurs de Metz en 1803, 
Il fait campagne à la Grande Armée de 1805 à 1807. Il est employé à l'État-major général du génie en 1805 et chef d'État-major du génie du 3e corps en 1806. Major en 1807, il est affecté au quartier général de la Grande Armée en 1807. 
Commandant des mineurs à l'armée d'Espagne en 1808, il sert en Espagne jusqu'en 1814. Il est nommé chef du 1er bataillon de mineurs en février 1809, colonel en mars 1809, commandant en chef du parc général du Génie de l'Armée d'Espagne en juin 1809, directeur des parcs du Génie à l'équipage de siège de l'Armée d'Espagne en décembre 1809, commandant du génie de l'armée du Centre de l'Espagne en 1810 et commandant du Génie à Santana en 1811.
Il est créé chevalier de l'Empire en 1810.
Il est nommé directeur de l'arsenal du génie à Metz le 22 juin 1814, directeur des travaux de défense de l'Argonne le 9 mai 1815, directeur des fortifications à Neuf-Brisach en février 1816 et directeur des fortifications à Belfort en mai 1816.
Il est promu maréchal de camp en 1822.